# Philippe van Gulpen
Philippus Wilhelmus Jacobus (Philippe) van Gulpen (Maastricht, 18 mei 1792 – 12 juli 1862) was een Nederlands kroniekschrijver en tekenaar. Hij schreef (amateur-)historische verhandelingen over Maastrichtse onderwerpen en maakte in totaal meer dan 5000 tekeningen en aquarellen, meest van gebouwen in Maastricht en omgeving. Zijn werk heeft beperkte artistieke, maar grote documentaire waarde.

## Opleiding, huwelijk

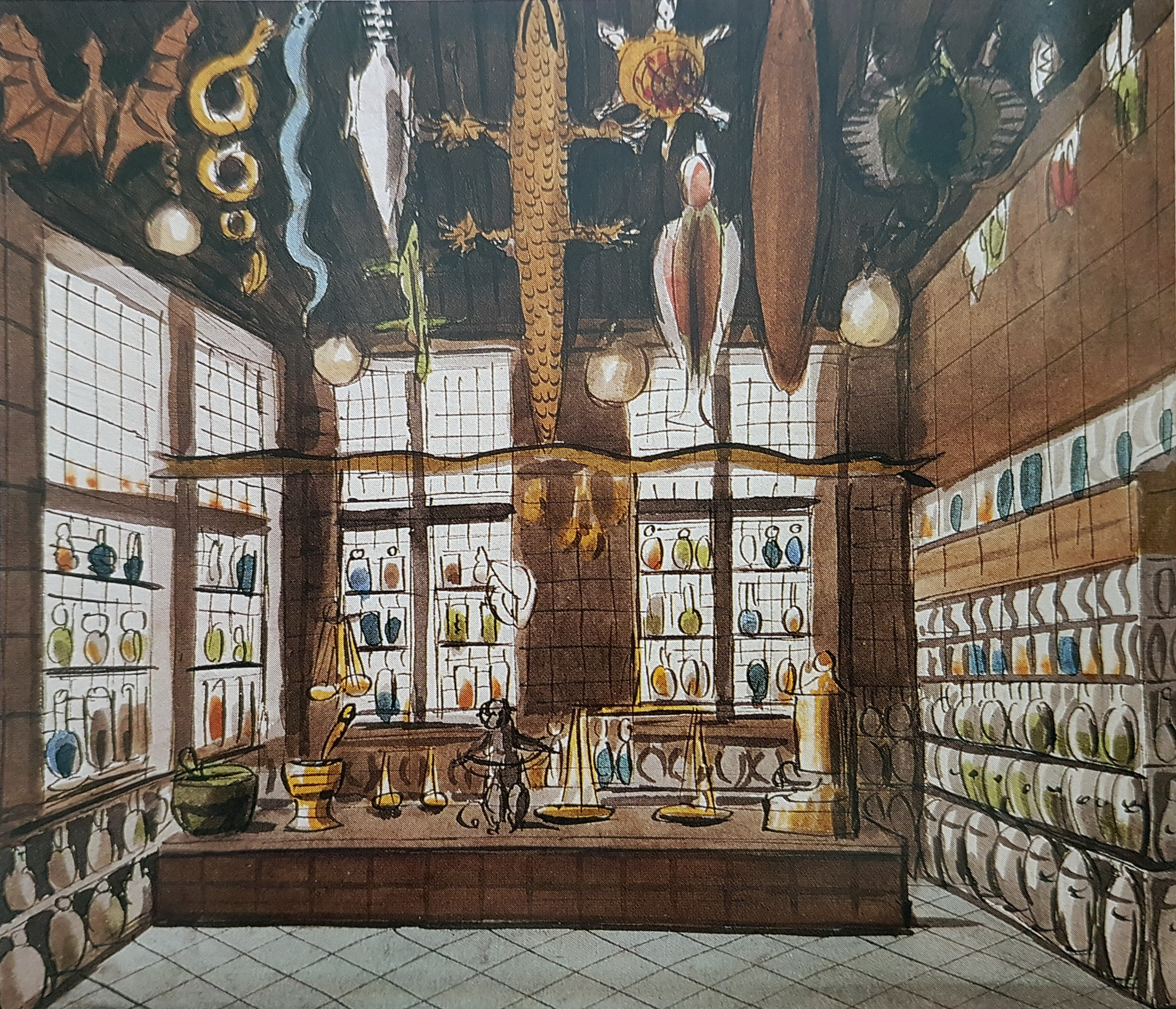
Apotheekinterieur in Maastricht, 1847

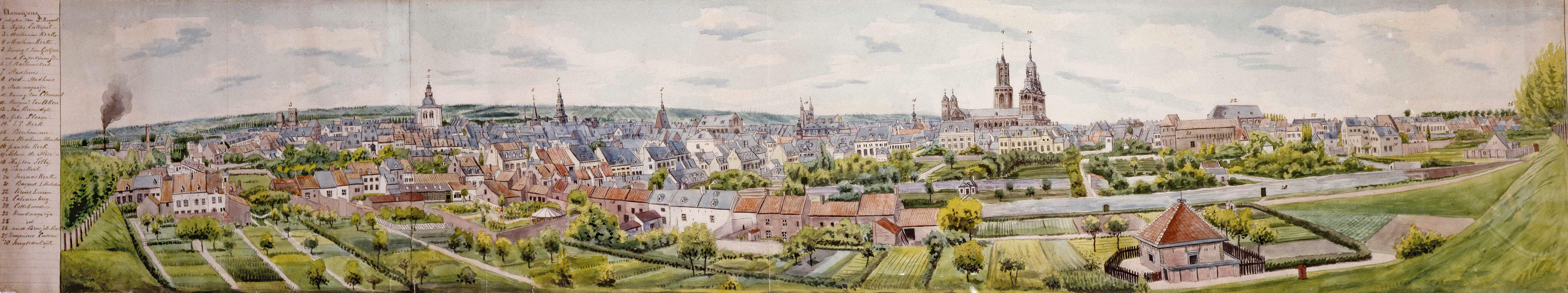
Maastricht vanaf de westelijke stadswal, ca. 1845

Philippe kwam uit een redelijk welgestelde Maastrichtse familie. Zijn vader overleed een aantal weken voor zijn geboorte, waarna zijn oom, notaris J. Th. van Gulpen, zijn voogd werd. Zijn moeder huwde later een beroepsmilitair, waardoor Philippe opgroeide in een militaristische omgeving. Hij werd gedoopt in de Sint-Nicolaaskerk, wat aangeeft dat hij de Luikse nationaliteit had. Mede op aandringen van zijn stiefvader ging Philippe in 1812 naar Hamburg, waar hij een opleiding tot assistent-apotheker volgde. In 1816-18 verbleef hij in Parijs en Tours, waar hij als leerling-chirurgijn werkzaam was. In 1819 kreeg hij toestemming om zich in Stevensweert te vestigen als heelmeester ten platten lande. Hij deed tweemaal examen om stadsheelmeester en vroedmeester te worden, maar werd afgewezen.
In 1821 trouwde Philippe met Jeanette Leclerre, die hij waarschijnlijk had leren kennen naar aanleiding van een reis door Frankrijk met haar familie. De eerste jaren woonde het jonge paar in Maaseik. In 1821 verhuisden ze naar een groot huis in de Capucijnenstraat te Maastricht, dat Philippe in dat jaar door vererving had verkregen. Hier werden twee kinderen geboren: in 1823 zoon Philippe junior en in 1826 dochter Charlotte. Uit het bevolkingsregister van 1825 blijkt dat toen ook zijn moeder, die weduwe geworden was, bij het gezin inwoonde, evenals de weduwe Rappard-Van de Voorde met twee kinderen en een dienstmeid.

## Artistieke ambities
Ondanks zijn eerdere ambities op het medische vlak, was het maken van tekeningen en aquarellen Philippes grootste passie. Doordat hij wat grond in het huidige België had geërfd en een deel van zijn huis in de Capucijnenstraat kon verhuren, hoefde hij in principe niet te werken en kon hij zijn tekentalent ontwikkelen. Hij tekende vooral stadsgezichten (met name van Maastricht), kerken en kapellen, kastelen en landhuizen, reconstructies van historische gebouwen, maar ook bloemen, vogels, vlinders en andere dieren.
Philippe van Gulpen was geen professioneel kunstenaar en zijn werk is moeilijk in te delen bij een bepaalde stijlperiode. Wel kan gesteld worden dat het levensgevoel in zijn tekeningen past bij de Biedermeiertijd (1815-1848), een periode waarin men na de turbulente revolutietijd behoefte voelde aan huiselijkheid en gezelligheid. Doordat hij nooit een tekenopleiding had gevolgd, kenmerkt het werk van Van Gulpen zich door een zekere naïviteit. Met perspectief had hij moeite, maar toch ontwikkelde zijn werk zich door de jaren enigszins.

## Nalatenschap, collecties

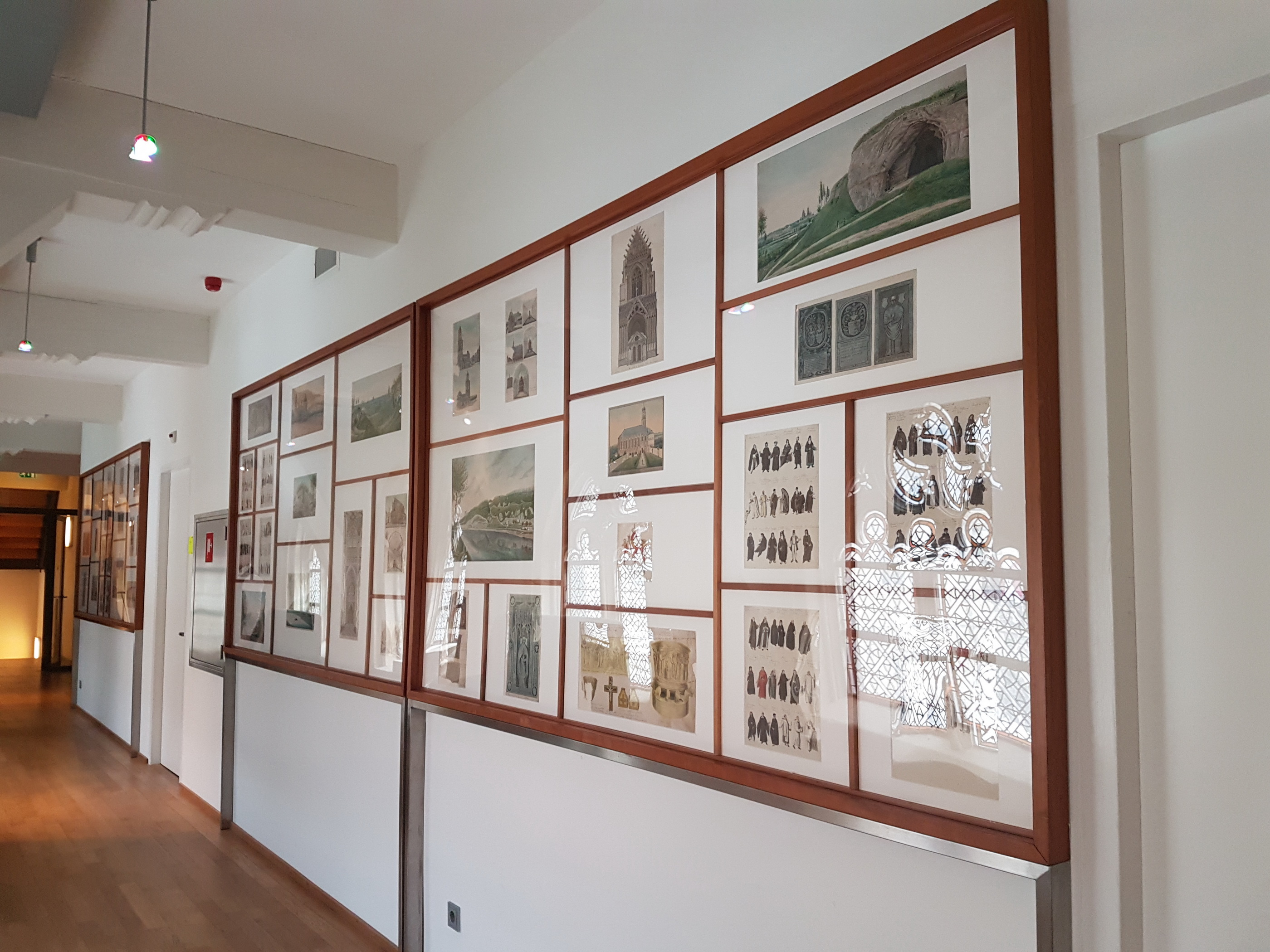
Tekeningen van Philippe van Gulpen uit de Collectie Oostwegel in het Kruisherenhotel

Het werk van Philippe van Gulpen, bestaande uit ruim 5000 tekeningen, is verdeeld over verschillende collecties. Een deel daarvan kwam al tijdens zijn leven in handen van particuliere verzamelaars. De belangrijkste daarvan was de Maastrichtse ondernemer, amateurhistoricus en vrijmetselaar Charles Henri van der Noorda (1826-1898). Doordat Van der Noorda notities maakte op de achterzijde van veel tekeningen, geldt hij als een belangrijke bron van informatie over Philippe van Gulpen. Verwarrend is dat hij zelf ook tekende en veel tekeningen van Van Gulpen kopieerde. Dit, plus het feit dat Van Gulpen zijn werk niet signeerde of dateerde, en ook zelf vaak meerdere varianten van een tekening maakte, maakt het moeilijk om zijn werk te ordenen. De collectie Van der Noordaa (CVDN) bevindt zich in het Rijksarchief Limburg (RHCL) te Maastricht. Daar bevindt zich ook de collectie van het Limburgs Geschied- en Oudheidkundig Genootschap (LGOG). Dit betreft voornamelijk tekeningen uit de nalatenschap van zoon Philippe junior († 1902), die ongetrouwd was en geen kinderen had.
Een groot deel van de tekeningen van Van Gulpen bevindt zich in Ter Apel (Groningen). Na het overlijden van Philippe in 1862, erfden zijn dochter Charlotte met haar man, de adjudant-onderofficier Frits van der Linden, die in Stadskanaal woonden, een groot deel van de collectie tekeningen en aquarellen van haar vader. Via hun dochter Alida Bergman-Van der Linden en kleinzoon Frits Bergman kwam de collectie in Ter Apel terecht. Na het overlijden van Frits werd de collectie van circa 3.000 tekeningen in tweeën gesplitst. Het grootste deel bevindt zich nog steeds in Ter Apel, bij de erven van Frits Bergman. De ondernemer Camille Oostwegel kocht in 2001 ruim honderd werken van Van Gulpen, die een jaar eerder in een oude koffer op een zolder in Musselkanaal waren aangetroffen. De ingekleurde tekeningen worden, fraai ingelijst, permanent tentoongesteld in het Kruisherenhotel te Maastricht.
Tijdens zijn leven exposeerde Van Gulpen mogelijk slechts eenmaal: op een groepstentoonstelling van de Société des Amis des Sciences, Lettres et Arts in 1834. Een eeuw na zijn dood kwam er meer belangstelling voor Philippe van Gulpen en zijn werk. Dit leidde tot enkele solotentoonstellingen: in 1977 in het Bonnefantenmuseum, in 2002 in het Museum aan het Vrijthof, beide te Maastricht, en in 2009 in het Klooster Ter Apel. In 1978 verscheen onder redactie van prof. dr. J.J.M. Timmers een DSM-kalender met een honderdtal tekeningen van Van Gulpen. In 2005 werd een boek uitgegeven over het leven en werk van Philippe van de hand van de Neerlandicus en historicus Lou Spronck. Het Museum aan het Vrijthof vernoemde in 2011 een zaal naar Philippe van Gulpen.

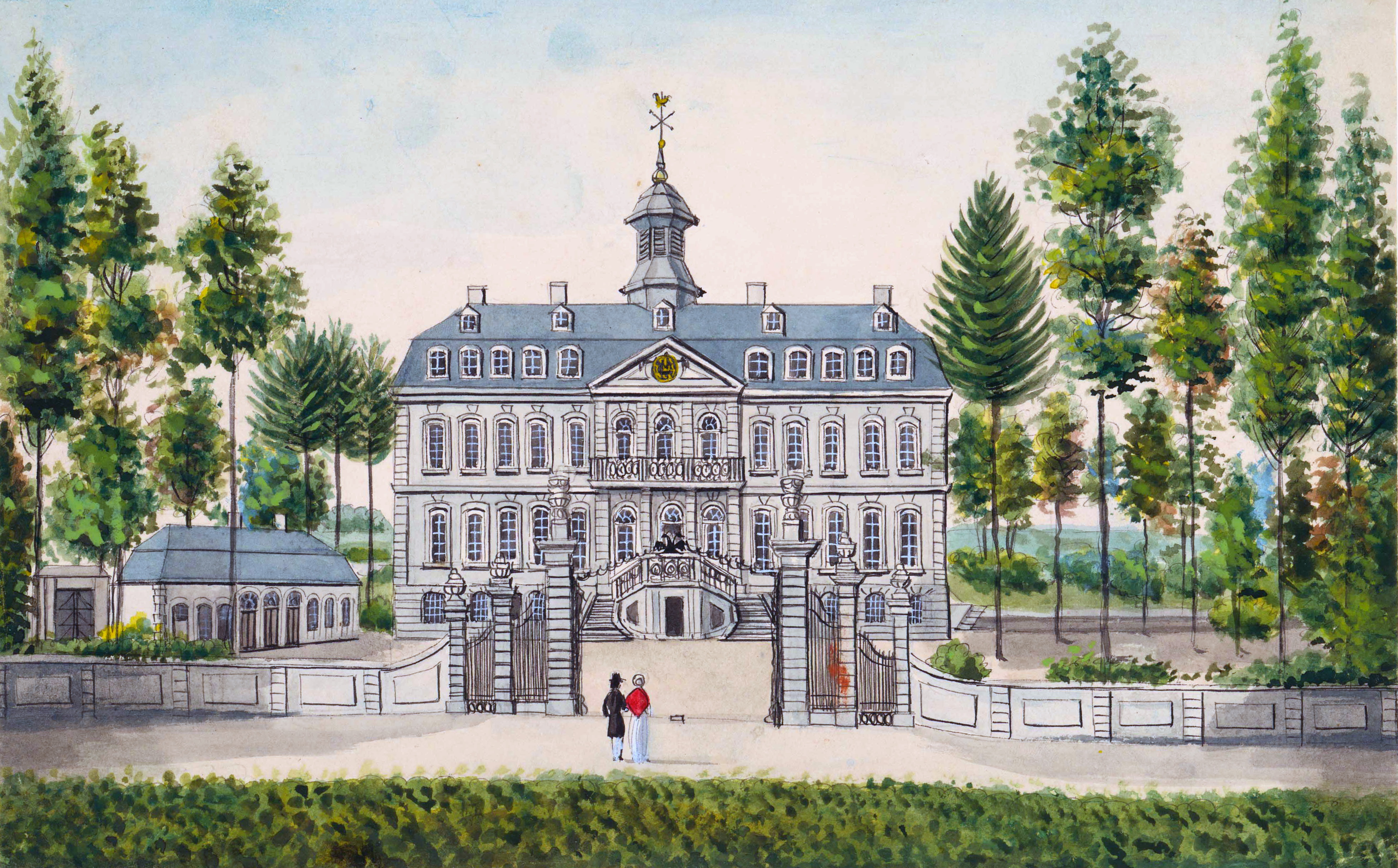
Kasteel Bloemendal in Vaals, 1827
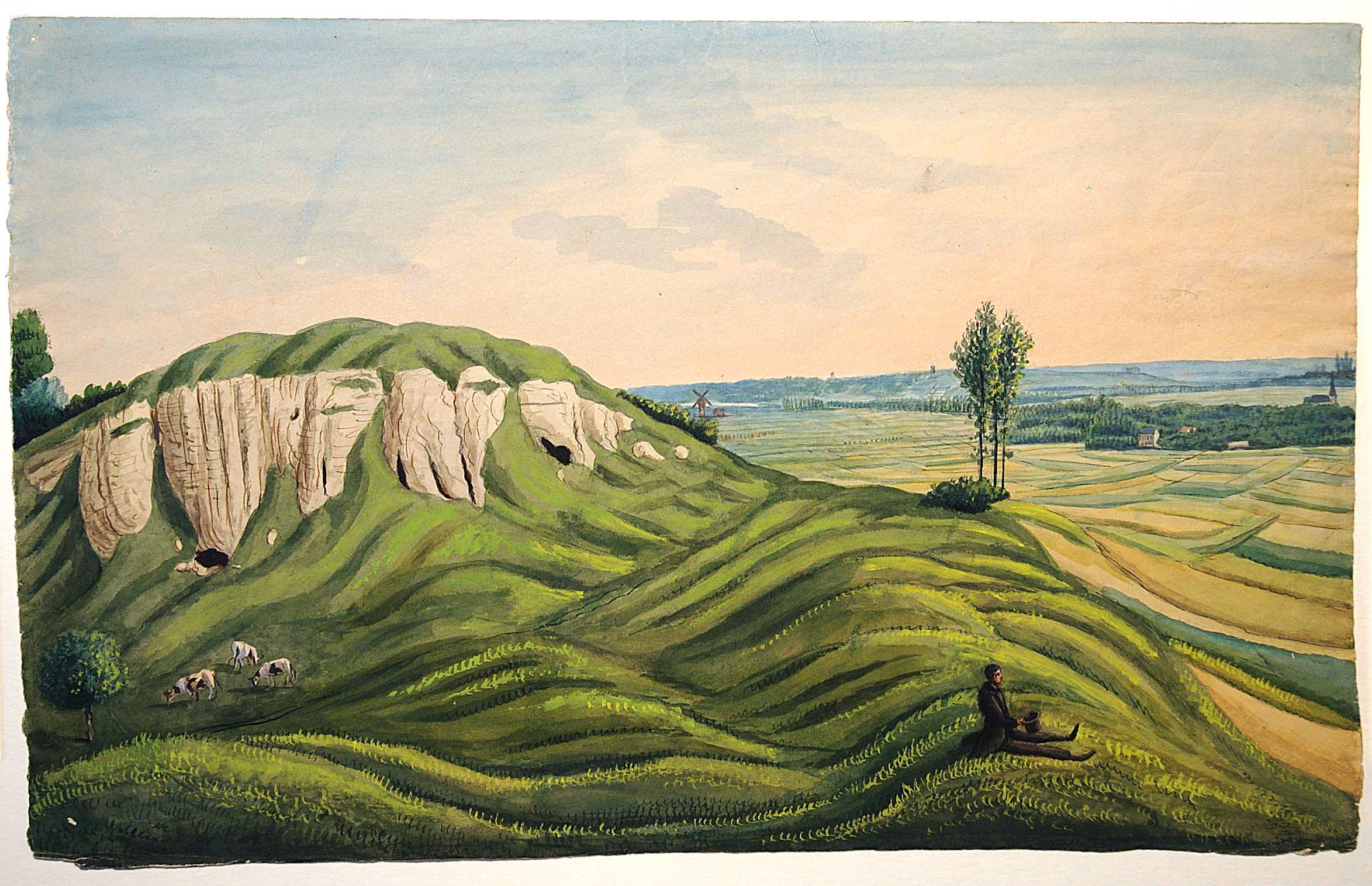
Landschap met mergelgrotten bij Cadier en Keer, 1837
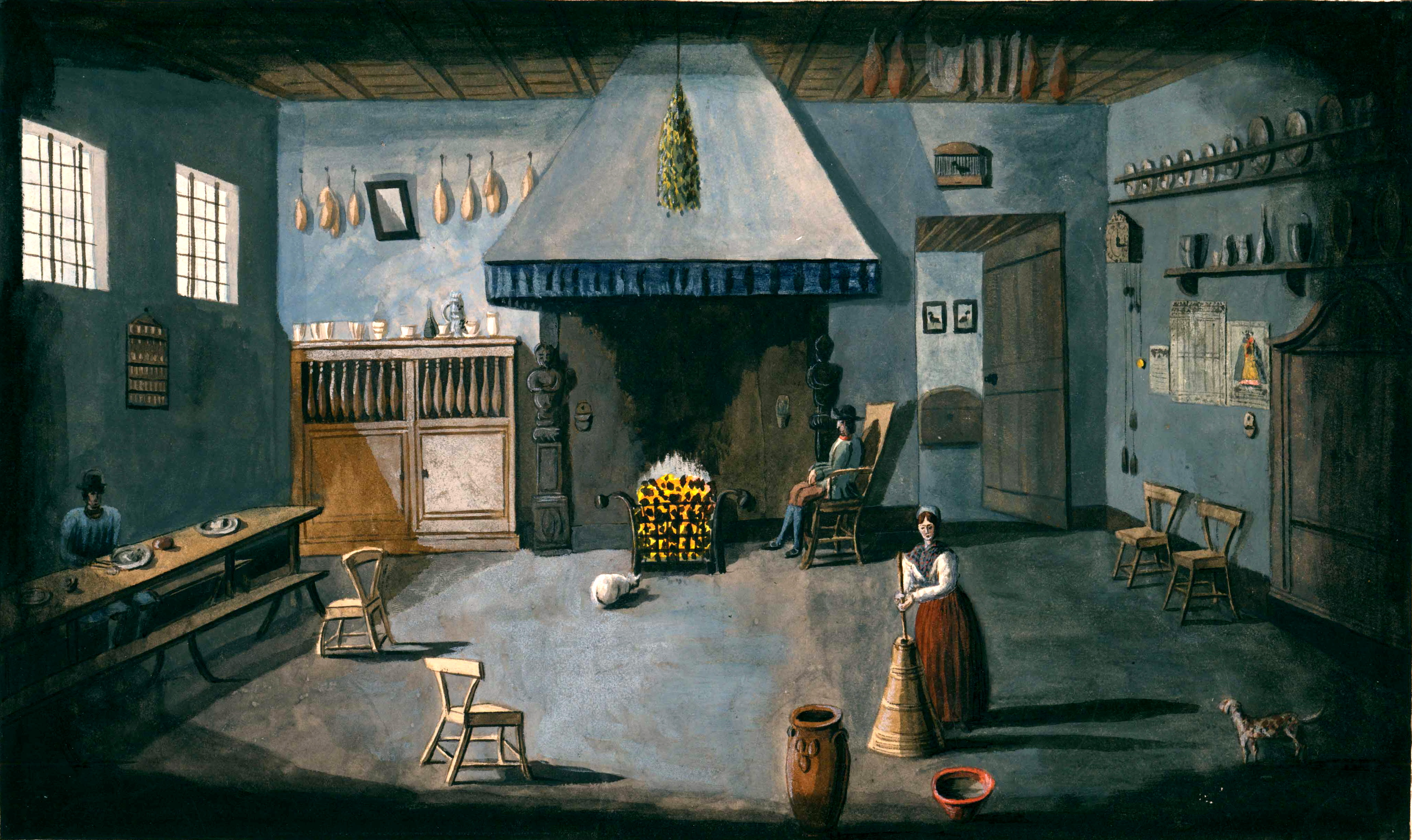
Boerderij-interieur omgeving Maastricht, 1839
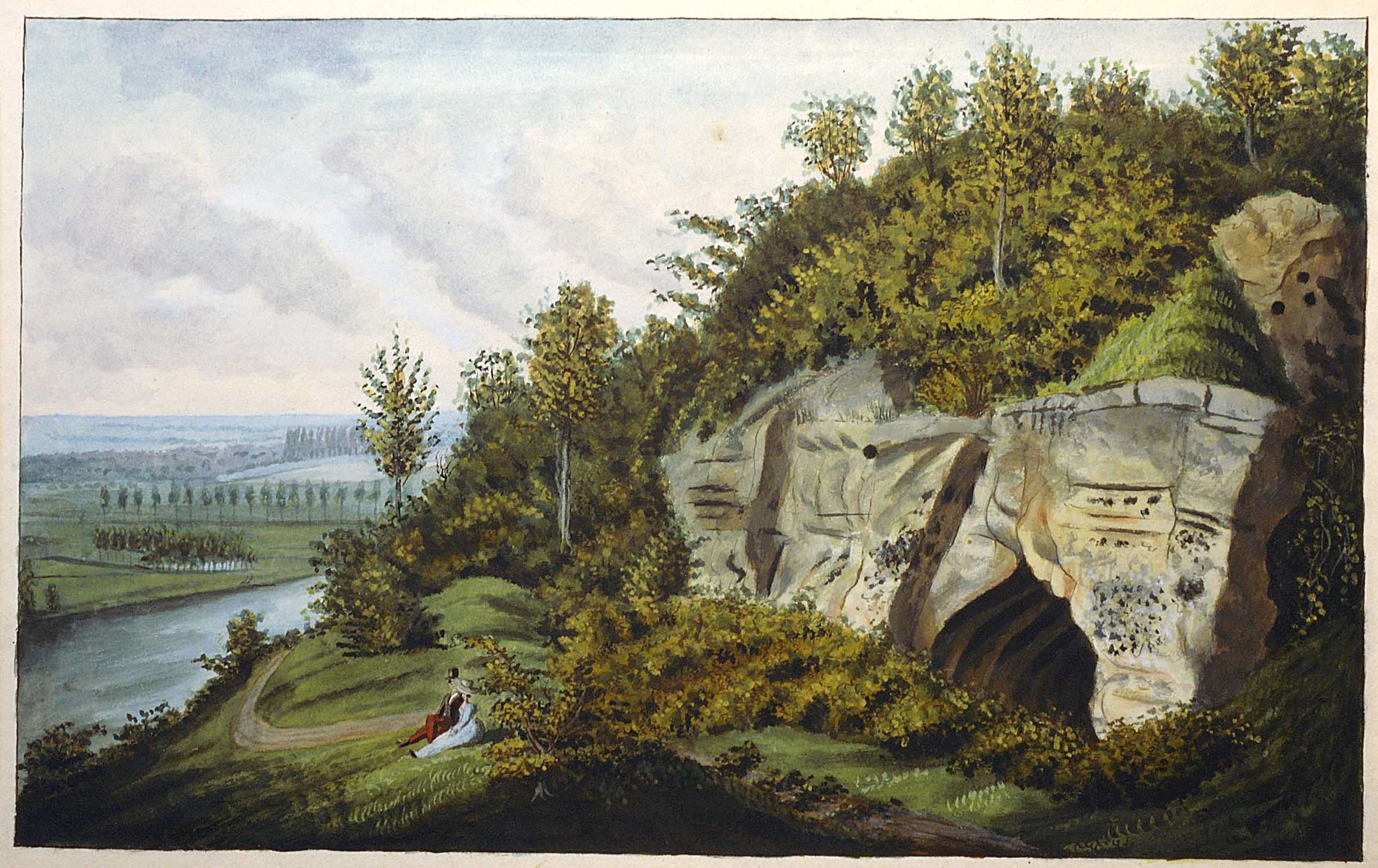
Maasdal en Sint-Pietersberg bij Maastricht, 1839
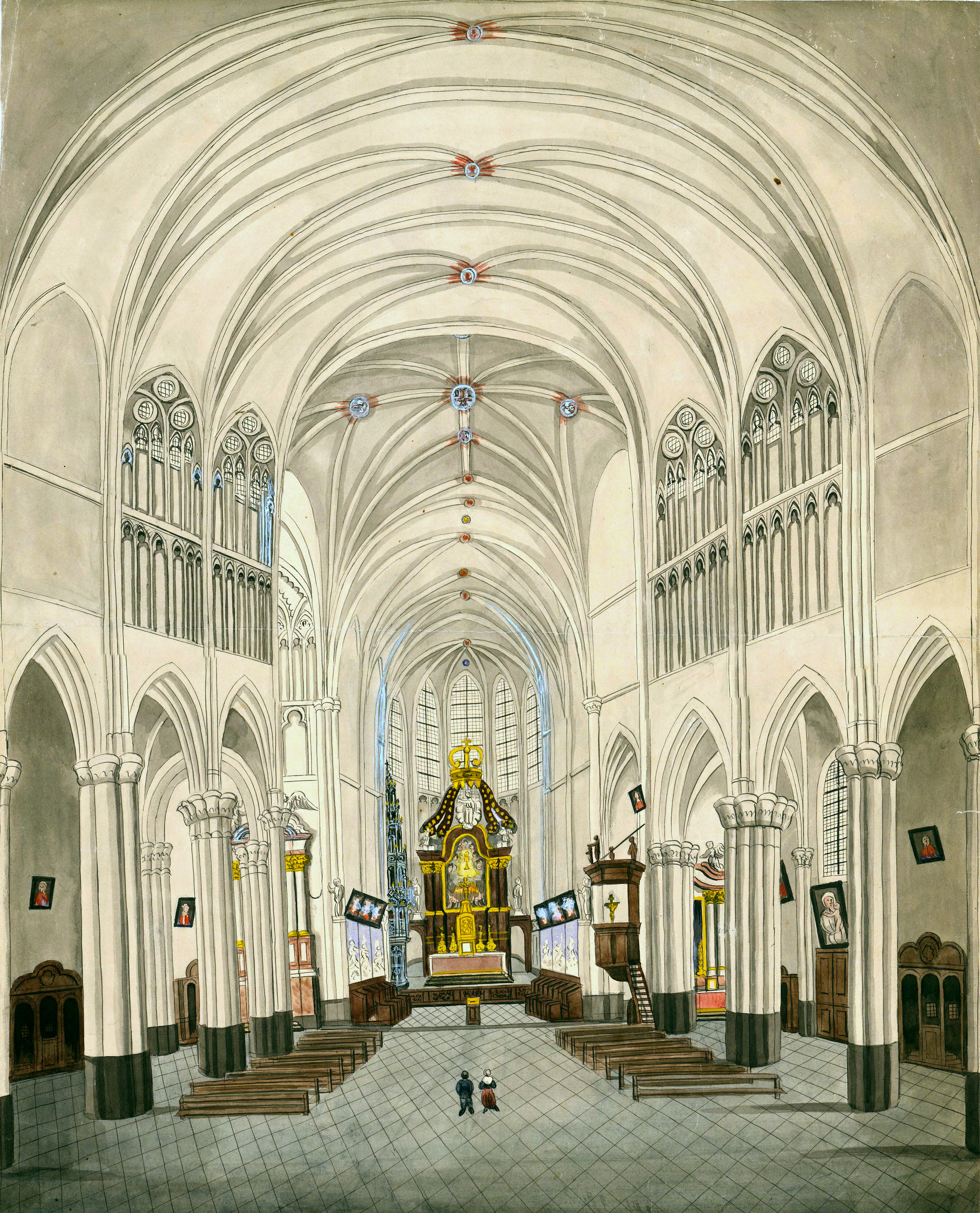
Interieur Basiliek van Meerssen, 1839
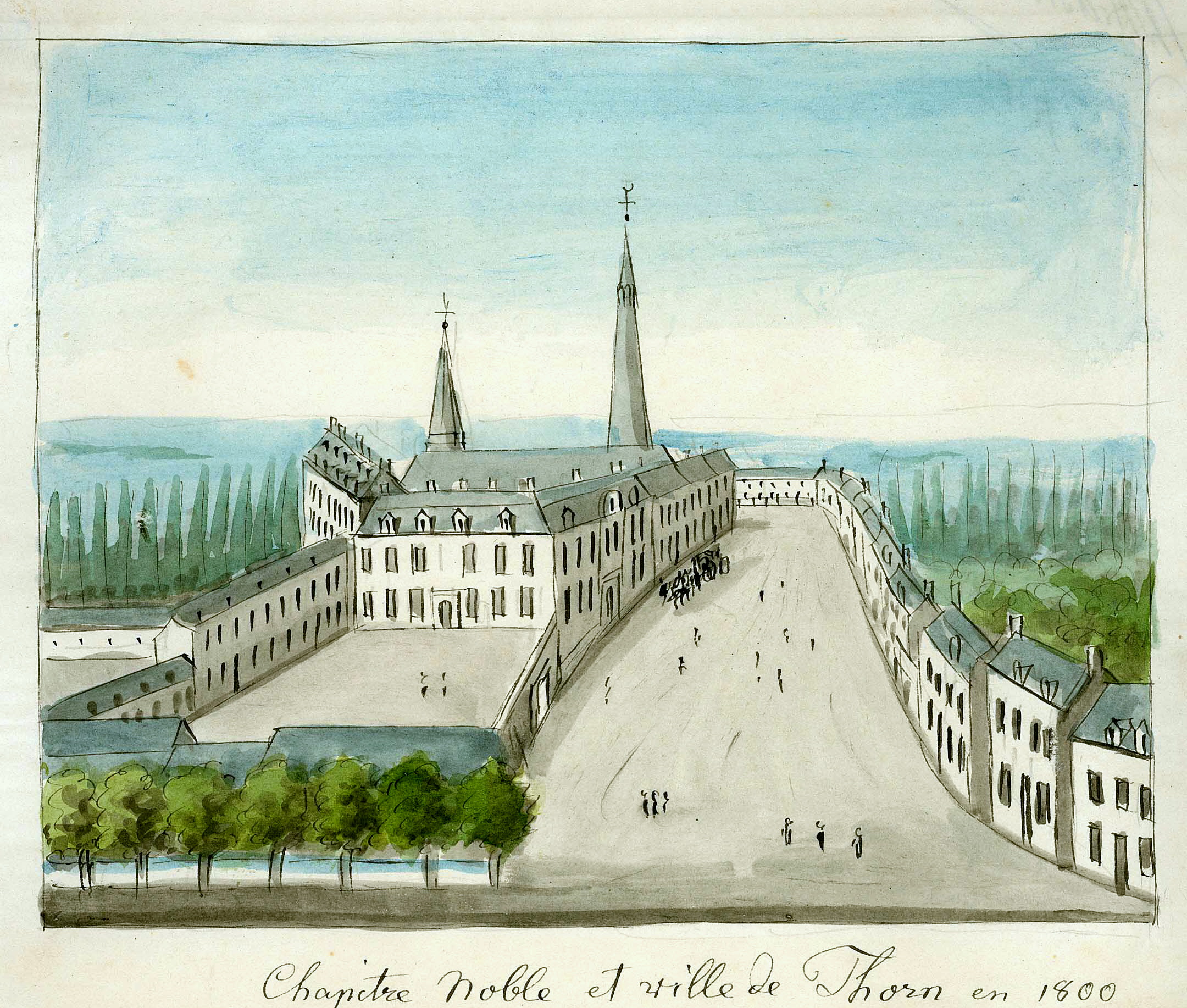
Historiserende tekening Abdij van Thorn, ca. 1840
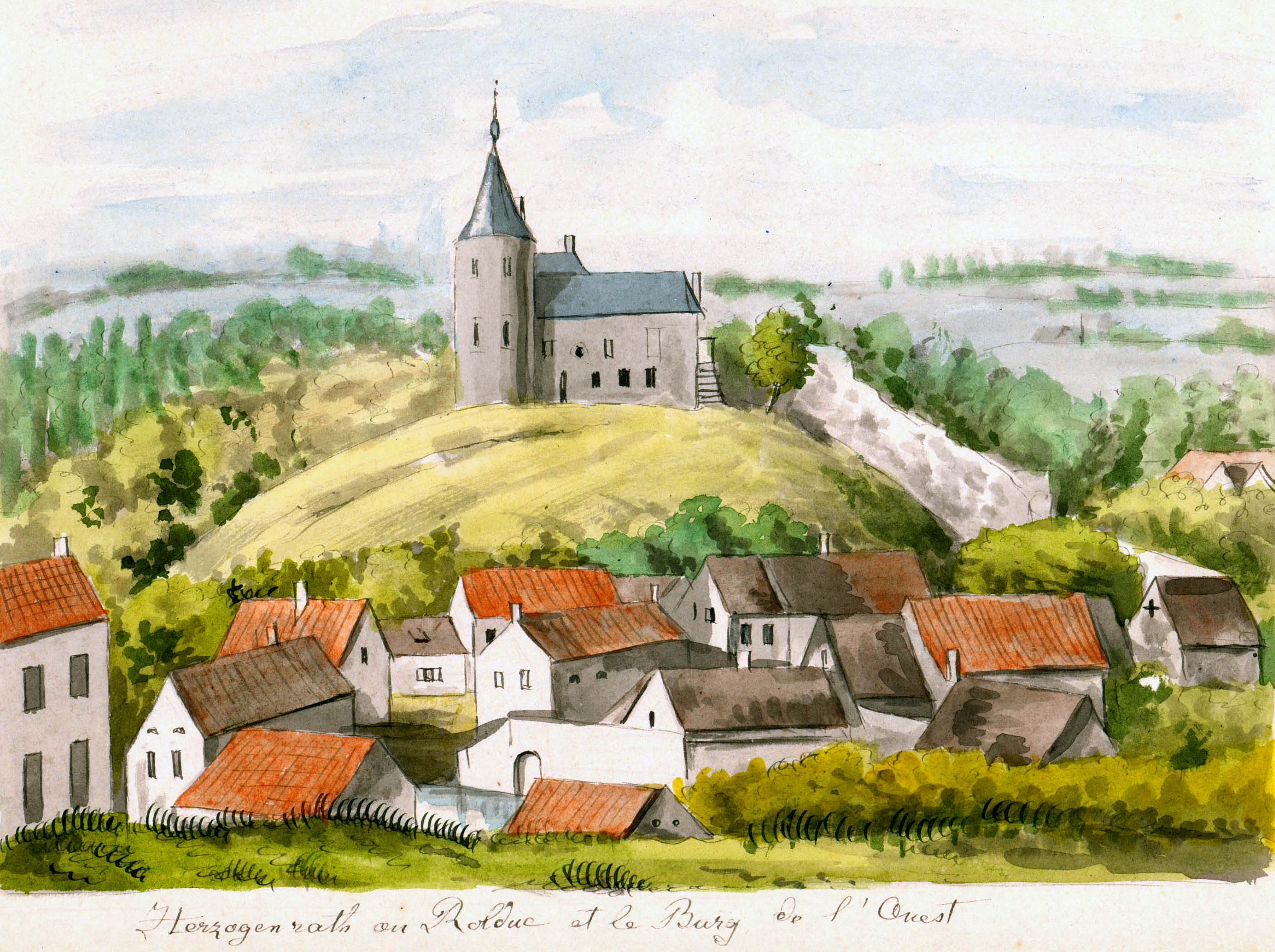
Kasteel en stad Herzogenrath, ca. 1840
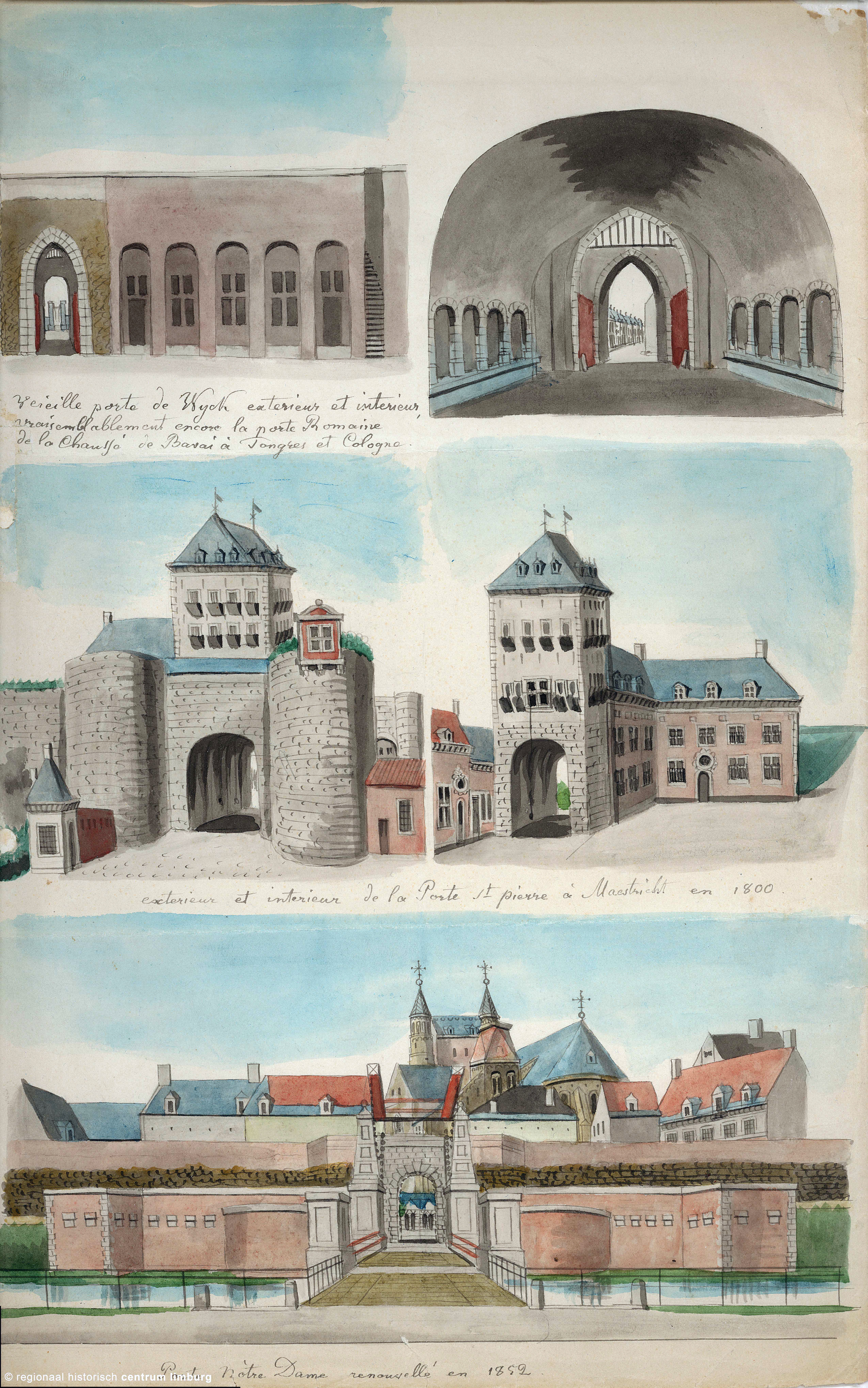
Stadspoorten van Maastricht, ca. 1855

- Biografisch Portaal: 30816331
- Gemeinsame Normdatei: 174216297
- International Standard Name Identifier: 0000 0000 2423 3168
- Library of Congress Control Number: n78093717
- Nederlandse Thesaurus van Auteursnamen: 073933457
- RKD-Nederlands Instituut voor Kunstgeschiedenis: 34651
- Virtual International Authority File: 13576729
- WorldCat: E39PBJycTHtRFdGBQCvm3rGj4q